# Isidoro Millán Mariño
Isidoro Millán Mariño (Pontevedra, 1890 - 1983) fou un advocat i periodista gallec, pare del genealogista Isidoro Millán González-Pardo. Col·laborà a La Correspondencia Gallega, diari propietat del seu pare, José Millán. Fou elegit diputat per la província de Pontevedra pel Partit Republicà Liberal Demòcrata a les eleccions generals espanyoles de 1933, i ocupà el càrrec de Director General de Justícia durant el bienni cedista.